# 安德魯·泰特
埃默里·安德魯·泰特三世（英語：Emory Andrew Tate III；1986年12月1日—），英國及美國社交媒體名人、商人和前職業跆拳道運動員。
泰特於2005年開始練習跆拳道，並於2009年獲得了他的第一個冠軍。他在2016年受到了更廣泛的關注，當時他出現在英國真人秀節目《老大哥》中，並因在社交媒體上的評論引起爭議而被撤職。他開始通過自己的網站提供付費課程和會員資格，並以互聯網名人的身份聲名鵲起，倡導一種「超陽剛、超奢華的生活方式」。泰特厭惡女性的評論導致他在多個社交媒體平台上被停權

## 外部連結
- 维基共享资源上的相關多媒體資源：安德魯·泰特
- 维基语录上有关安德魯·泰特的语录
- Official website （页面存档备份，存于）
- 安德鲁·泰特在BoxRec（英语）
- 安德鲁·泰特在Sherdog（英语）
- 安德魯·泰特在互联网电影资料库（IMDb）上的資料（英文）